# ブルンジ議会
ブルンジ議会（ブルンジぎかい、フランス語: Parlement du Burundi）は、ブルンジの立法府である。二院制であり、上院である元老院と、下院である国民議会で構成される。2005年の選挙以降、与党である民主防衛国民会議・民主防衛勢力(CNDD-FDD)が過半数を占めている。